# Berlin (Maryland)
Berlin is een plaats (town) in de Amerikaanse staat Maryland, en valt bestuurlijk gezien onder Worcester County.

## Demografie
Bij de volkstelling in 2000 werd het aantal inwoners vastgesteld op 3491.
In 2006 is het aantal inwoners door het United States Census Bureau geschat op 3787, een stijging van 296 (8,5%).

## Geografie
Volgens het United States Census Bureau beslaat de plaats een oppervlakte van
5,7 km², geheel bestaande uit land. Berlin ligt op ongeveer 5 m boven zeeniveau.

## Geboren
- Linda Harrison (1945), model en actrice

## Plaatsen in de nabije omgeving
De onderstaande figuur toont nabijgelegen plaatsen in een straal van 16 km rond Berlin.